# Olivia Blatchford
Pour les articles homonymes, voir Blatchford.
Olivia Blatchford, née le 23 janvier 1993 à New York, est une joueuse professionnelle de squash représentant les États-Unis. Elle atteint, en octobre 2021, la 11e place mondiale sur le circuit international, son meilleur classement. Elle est championne des États-Unis en 2017 et en 2019.
Elle est mariée depuis le 14 juillet 2018 avec le joueur écossais Alan Clyne. Elle se retire du circuit professionnel le 31 décembre 2023.

## Biographie
Elle est une junior prometteuse, remportant quatre titres nationaux et devenant la deuxième américaine à remporter un titre au British Junior Open en moins de 15 ans en 2007. En 2023, elle participe à cinq demi-finales consécutives en tournoi WSA dont trois finales.

## Palmarès

### Titres
- Championnats des États-Unis : 2 titres (2017[4], 2019)

### Finales
- Chestnut Hill Classic 2023
- Cincinnati Gaynor Cup : Cincinnati Gaynor Cup 2023
- Cleveland Classic : 2023
- Ciudad de Floridablanca : 2017
- Championnats du monde par équipes : 2022